# FA Cup 1921-1922
La FA Cup 1921-1922  è stata la 47ª edizione della principale coppa nazionale inglese, nonché della più antica competizione calcistica del mondo. Il trofeo fu vinto per la prima volta dall'Huddersfield Town, che nella finale disputata allo Stamford Bridge di Londra, superò il Preston North End, con il punteggio di 1-0.

## Calendario
Il torneo principale, in cui entrano nella competizione i club del primo e secondo livello della piramide calcistica inglese, era preceduto da due turni preliminari e sei turni di qualificazione.
In caso di pareggio dopo i novanta minuti, era prevista la ripetizione della gara, invertendo il campo. In caso di ulteriore pareggio si procedeva con altre ripetizioni, in campo neutro, fin quando una squadra non risultava vincitrice.
Le semifinali e la finale si disputavano tutte in campo neutro.
| Fase                    | Turno                        | Data                     |
| ----------------------- | ---------------------------- | ------------------------ |
| Turni di qualificazione | Turno Extra-Preliminare      | Sabato 10 settembre 1921 |
| Turni di qualificazione | Turno Preliminare            | Sabato 24 settembre 1921 |
| Turni di qualificazione | Primo Turno Qualificazione   | Sabato 8 ottobre 1921    |
| Turni di qualificazione | Secondo Turno Qualificazione | Sabato 22 ottobre 1921   |
| Turni di qualificazione | Terzo Turno Qualificazione   | Sabato 5 novembre 1921   |
| Turni di qualificazione | Quarto Turno Qualificazione  | Sabato 19 novembre 1921  |
| Turni di qualificazione | Quinto Turno Qualificazione  | Sabato 3 dicembre 1921   |
| Turni di qualificazione | Sesto Turno Qualificazione   | Sabato 17 dicembre 1921  |
| Torneo principale       | Primo Turno                  | Sabato 7 gennaio 1922    |
| Torneo principale       | Secondo Turno                | Sabato 28 gennaio 1922   |
| Torneo principale       | Terzo Turno                  | Sabato 18 febbraio 1922  |
| Torneo principale       | Quarto Turno                 | Sabato 4 marzo 1922      |
| Torneo principale       | Semi-Finali                  | Sabato 25 marzo 1922     |
| Torneo principale       | Finale                       | Sabato 29 aprile 1922    |

## Primo Turno
| Gara   | Squadra di casa        | Risultato | Squadra in trasferta    | Data            |
| ------ | ---------------------- | --------- | ----------------------- | --------------- |
| 1      | Blackpool              | 1–2       | Watford                 | 7 gennaio 1922  |
| 2      | Bristol City           | 0–0       | Nottingham Forest       | 7 gennaio 1922  |
| Replay | Nottingham Forest      | 3–1       | Bristol City            | 11 gennaio 1922 |
| 3      | Burnley                | 2–2       | Huddersfield Town       | 7 gennaio 1922  |
| Replay | Huddersfield Town      | 3–2       | Burnley                 | 11 gennaio 1922 |
| 4      | Preston North End      | 3–0       | Wolverhampton Wanderers | 7 gennaio 1922  |
| 5      | Southampton            | 3–1       | South Shields           | 7 gennaio 1922  |
| 6      | Walsall                | 3–3       | Bradford City           | 7 gennaio 1922  |
| Replay | Bradford City          | 4–0       | Walsall                 | 11 gennaio 1922 |
| 7      | Gillingham             | 1–3       | Oldham Athletic         | 7 gennaio 1922  |
| 8      | Leicester City         | 2–0       | Clapton Orient          | 7 gennaio 1922  |
| 9      | Blackburn Rovers       | 1–1       | Southport               | 7 gennaio 1922  |
| Replay | Southport              | 0–2       | Blackburn Rovers        | 11 gennaio 1922 |
| 10     | Aston Villa            | 6–1       | Derby County            | 7 gennaio 1922  |
| 11     | Bolton Wanderers       | 1–0       | Bury                    | 7 gennaio 1922  |
| 12     | Grimsby Town           | 1–1       | Notts County            | 7 gennaio 1922  |
| Replay | Notts County           | 3–0       | Grimsby Town            | 12 gennaio 1922 |
| 13     | Sunderland             | 1–1       | Liverpool               | 7 gennaio 1922  |
| Replay | Liverpool              | 5–0       | Sunderland              | 11 gennaio 1922 |
| 14     | Everton                | 0–6       | Crystal Palace          | 7 gennaio 1922  |
| 15     | Swindon Town           | 2–1       | Leeds United            | 7 gennaio 1922  |
| 16     | Newcastle United       | 6–0       | Newport County          | 7 gennaio 1922  |
| 17     | Worksop Town           | 1–2       | Southend United         | 7 gennaio 1922  |
| 18     | Manchester City        | 3–1       | Darlington              | 7 gennaio 1922  |
| 19     | Barnsley               | 1–1       | Norwich City            | 7 gennaio 1922  |
| Replay | Norwich City           | 1–2       | Barnsley                | 12 gennaio 1922 |
| 20     | Brentford              | 0–2       | Tottenham Hotspur       | 7 gennaio 1922  |
| 21     | Northampton Town       | 3–0       | Reading                 | 7 gennaio 1922  |
| 22     | Portsmouth             | 1–1       | Luton Town              | 7 gennaio 1922  |
| Replay | Luton Town             | 2–1       | Portsmouth              | 11 gennaio 1922 |
| 23     | Brighton & Hove Albion | 1–0       | Sheffield United        | 7 gennaio 1922  |
| 24     | Manchester United      | 1–4       | Cardiff City            | 7 gennaio 1922  |
| 25     | Plymouth Argyle        | 1–1       | Fulham                  | 7 gennaio 1922  |
| Replay | Fulham                 | 1–0       | Plymouth Argyle         | 11 gennaio 1922 |
| 26     | Millwall               | 4–2       | Ashington               | 7 gennaio 1922  |
| 27     | Hull City              | 5–0       | Middlesbrough           | 7 gennaio 1922  |
| 28     | Chelsea                | 2–4       | West Bromwich Albion    | 7 gennaio 1922  |
| 29     | Bradford Park Avenue   | 1–0       | The Wednesday           | 7 gennaio 1922  |
| 30     | Port Vale              | 2–4       | Stoke                   | 7 gennaio 1922  |
| 31     | Swansea Town           | 0–0       | West Ham United         | 7 gennaio 1922  |
| Replay | West Ham United        | 1–1       | Swansea Town            | 11 gennaio 1922 |
| Replay | Swansea Town           | 1–0       | West Ham United         | 16 gennaio 1922 |
| 32     | Arsenal                | 0–0       | Queens Park Rangers     | 7 gennaio 1922  |
| Replay | Queens Park Rangers    | 1–2       | Arsenal                 | 11 gennaio 1922 |

## Secondo Turno
| Gara   | Squadra di casa        | Risultato | Squadra in trasferta   | Data            |
| ------ | ---------------------- | --------- | ---------------------- | --------------- |
| 1      | Liverpool              | 0–1       | West Bromwich Albion   | 28 gennaio 1922 |
| 2      | Preston North End      | 3–1       | Newcastle United       | 28 gennaio 1922 |
| 3      | Southampton            | 1–1       | Cardiff City           | 28 gennaio 1922 |
| Replay | Cardiff City           | 2–0       | Southampton            | 1 gennaio 1922  |
| 4      | Leicester City         | 2–0       | Fulham                 | 28 gennaio 1922 |
| 5      | Nottingham Forest      | 3–0       | Hull City              | 28 gennaio 1922 |
| 6      | Aston Villa            | 1–0       | Luton Town             | 28 gennaio 1922 |
| 7      | Bolton Wanderers       | 1–3       | Manchester City        | 28 gennaio 1922 |
| 8      | Swindon Town           | 0–1       | Blackburn Rovers       | 28 gennaio 1922 |
| 9      | Tottenham Hotspur      | 1–0       | Watford                | 28 gennaio 1922 |
| 10     | Barnsley               | 3–1       | Oldham Athletic        | 28 gennaio 1922 |
| 11     | Northampton Town       | 2–2       | Stoke                  | 28 gennaio 1922 |
| Replay | Stoke                  | 3–0       | Northampton Town       | 1 gennaio 1922  |
| 12     | Brighton & Hove Albion | 0–0       | Huddersfield Town      | 28 gennaio 1922 |
| Replay | Huddersfield Town      | 2–0       | Brighton & Hove Albion | 1 gennaio 1922  |
| 13     | Bradford City          | 1–1       | Notts County           | 28 gennaio 1922 |
| Replay | Notts County           | 0–0       | Bradford City          | 1 gennaio 1922  |
| Replay | Notts County           | 1–0       | Bradford City          | 6 gennaio 1922  |
| 14     | Crystal Palace         | 0–0       | Millwall               | 28 gennaio 1922 |
| Replay | Millwall               | 2–0       | Crystal Palace         | 1 gennaio 1922  |
| 15     | Southend United        | 0–1       | Swansea Town           | 28 gennaio 1922 |
| 16     | Bradford Park Avenue   | 2–3       | Arsenal                | 28 gennaio 1922 |

## Terzo Turno
| Gara   | Squadra di casa      | Risultato | Squadra in trasferta | Data             |
| ------ | -------------------- | --------- | -------------------- | ---------------- |
| 1      | Stoke                | 0–0       | Aston Villa          | 18 febbraio 1922 |
| Replay | Aston Villa          | 4–0       | Stoke                | 22 febbraio 1922 |
| 2      | Blackburn Rovers     | 1–1       | Huddersfield Town    | 18 febbraio 1922 |
| Replay | Huddersfield Town    | 5–0       | Blackburn Rovers     | 22 febbraio 1922 |
| 3      | West Bromwich Albion | 1–1       | Notts County         | 18 febbraio 1922 |
| Replay | Notts County         | 2–0       | West Bromwich Albion | 22 febbraio 1922 |
| 4      | Tottenham Hotspur    | 2–1       | Manchester City      | 18 febbraio 1922 |
| 5      | Barnsley             | 1–1       | Preston North End    | 18 febbraio 1922 |
| Replay | Preston North End    | 3–0       | Barnsley             | 22 febbraio 1922 |
| 6      | Millwall             | 4–0       | Swansea Town         | 18 febbraio 1922 |
| 7      | Cardiff City         | 4–1       | Nottingham Forest    | 18 febbraio 1922 |
| 8      | Arsenal              | 3–0       | Leicester City       | 18 febbraio 1922 |

## Quarto Turno
| Gara   | Squadra di casa   | Risultato | Squadra in trasferta | Data         |
| ------ | ----------------- | --------- | -------------------- | ------------ |
| 1      | Notts County      | 2–2       | Aston Villa          | 4 marzo 1922 |
| Replay | Aston Villa       | 3–4       | Notts County         | 8 marzo 1922 |
| 2      | Huddersfield Town | 3–0       | Millwall             | 4 marzo 1922 |
| 3      | Cardiff City      | 1–1       | Tottenham Hotspur    | 4 marzo 1922 |
| Replay | Tottenham Hotspur | 2–1       | Cardiff City         | 8 marzo 1922 |
| 4      | Arsenal           | 1–1       | Preston North End    | 4 marzo 1922 |
| Replay | Preston North End | 2–1       | Arsenal              | 8 marzo 1922 |

## Semifinali
| Sheffield 25 marzo 1922, ore 15:00 BST | Preston N.E. | 2 – 1 | Tottenham | Hillsborough |

| Burnley 25 marzo 1922, ore 15:00 BST | Huddersfield Town | 2 – 0 | Notts County | Turf Moor |

## Finale
| Arbitro: | J. W. P. Fowler |

|                 |           |  |
| Smith 67’ (pen) | Marcatori |  |

| Huddersfield Town | Preston North End |

|                 |                   |  |  |
|                 |                   |  |  |
| 1               | Sandy Mutch       |  |  |
| 2               | James Wood        |  |  |
| 3               | Sam Wadsworth     |  |  |
| 4               | Charlie Slade     |  |  |
| 5               | Tom Wilson (c)    |  |  |
| 6               | Billy Watson      |  |  |
| 7               | George Richardson |  |  |
| 8               | Frank Mann        |  |  |
| 9               | Ernie Islip       |  |  |
| 10              | Clem Stephenson   |  |  |
| 11              | Billy Smith       |  |  |
| Manager:        |                   |  |  |
| Herbert Chapman |                   |  |  |

|             |                    |  |  |
|             |                    |  |  |
| 1           | James Mitchell     |  |  |
| 2           | Tom Hamilton       |  |  |
| 3           | Alex Doolan        |  |  |
| 4           | Tom Duxbury        |  |  |
| 5           | Joe McCall (c)     |  |  |
| 6           | Johnny Williamson  |  |  |
| 7           | Archibald Rawlings |  |  |
| 8           | Frank Jefferis     |  |  |
| 9           | Billy Roberts      |  |  |
| 10          | Roland Woodhouse   |  |  |
| 11          | Peter Quinn        |  |  |
| Manager:    |                    |  |  |
| Vince Hayes |                    |  |  |